# Heinrich Potuschak

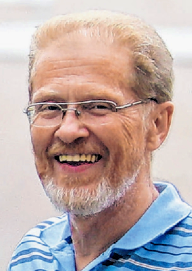
Heinrich Potuschak (2017)

Heinrich Potuschak (* 1946 in Weyer (Oberösterreich); † 21. Mai 2021 in Lichtenberg (Oberösterreich)) war ein österreichischer Statistiker und Skitouren-Autor.

## Leben und Wirken
Heinrich Potuschak studierte (nach Matura am Bundesrealgymnasium Linz Fadingerstraße 1965) ab 1967 Sozial- und Wirtschaftsstatistik an der Universität Linz (JKU, Diplom 1972, Doktorat 1999, s. Potuschak 2000). Er arbeitete ab 1973 am Institut für Angewandte Statistik der JKU, zuerst als wissenschaftlicher Beamter, dann als Assistenzprofessor (2003 bis zur Pensionierung 2009).
Anfangs war er vor allem für die technische Gestaltung, Programmierung und Unterstützung der Lehre und Forschung in Statistik am IFAS (Institut für Angewandte Statistik der JKU) zuständig. Seit seiner Promotion 2000 arbeitete er zunehmend auch als eigenständig forschender Wissenschaftler.
Neben seiner wissenschaftlichen Tätigkeit war Heinrich Potuschak auch im Rahmen seines Hobbys als Skibergsteiger aktiv und wirkte an verschiedenen Skitourenführern für den Raum Oberösterreich mit (siehe hier unten den Abschnitt Publikationen (Skibergsteigen)).

## Publikationen

### Wissenschaftlich
- Vergleich der Faktorwerte zweier Tests, Diplomarbeit, Universität Linz 1972[4]
- Cox-Regression, Fortran-Programm für das Almo-Statistikprogramm, Universität Linz (Institut für Soziologie) 1994.
- Lebensdaueranalysen mit zeitveränderlichen Kovariablen, Trauner Universitätsverlag, Linz 2000, ISBN 3-85487-152-X (Schriften der Johannes-Kepler-Universität Linz, Reihe B (Wirtschafts- und Sozialwissenschaften), Bd. 45; zugleich: Dissertation an der JKU, 1999)[5].
- Lebensdaueranalysen mit zeitveränderlichen Kovariablen, in: Biometrie und Medizin (hg. Abteilung für Angewandte Systemforschung und Statistik, Universität Linz), ISSN 1680-7014, S. 19–35, auch online (homepage und Artikel in „Biometrie und Medizin“).
- R-Funktionen für das ordinale Rasch-Modell (P-7b), Handbuch für das Almo-Statistikprogramm, Johannes Kepler Universität Linz, Institut für Soziologie 2002; auch online full text Almo P-7b).
- Vergleich von drei Item-Response-Modellen, Vortrag beim IFAS (Institut für Angewandte Statistik Linz) Forschungsseminar 2005, Juni 2005[6]
- Pauschalstichprobenmodell (Konfidenzintervall einer Mischverteilung), Institut für Angewandte Statistik, Universität Linz, Forschungsbericht[7]
- Konfidenzintervall des Produkts zweier Parameter einer Mischverteilung, Vortrag[8]
- (mit Werner Günther Müller): More on the Distribution of the Sum of Uniform Random Variables, in: Statistical Papers (Berlin etc., Springer Fachmedien), ISSN 0932-5026, Jg. 50 (2009), S. 177–183.
- (mit Alexander Standler): Odour Evaluation of Polymers. A Statistical View on VDA 270[9], in: Oliver Brüggemann, Clemens Schwarzinger und Christian Paulik (Hg.): Advances in Polymer Science and Technology vol. 1, Universität Linz, Institut für Chemie der Polymere, Linz 2009[10]
- Bias Corrected Bayesian Confidence Intervals for the Expectation and for the Variance of Lognormal Distributions, in: Journal of Statistical Planning and Inference (Amsterdam: Elsevier), ISSN 0378-3758, Jg. 142 (2010) Nr. 6, S. 1294–1309.
- Bias Corrected Bayesian Confidence Intervals for the Expectation and for the Variance of Lognormal Distributions (Short Version), in: Journal of the Applied Mathematics, Statistics and Informatics (JAMSI; published by: The University of Saint Cyril and Metodius, Faculty of Natural Sciences. Departement of Applied Informatics, Trnava, Slowakei), ISSN 1336-9180, Jg. 6 (2010) Nr. 1, S. 51–59 (auch online: full text Artikel Potuschak.
- Parameterschätzungen und Modelltests im ordinalen Rasch-Modell, in: Kurt Holm (Hg.): Das allgemeine ordinale Rasch-Modell P14.8, Johannes Kepler Universität Linz 2011, S. 80–97.
- (mit Johann Bacher und Kurt Holm): Logitanalyse. Probitanalyse – P22, Johannes Kepler Universität Linz 2014 (auch online: Almo-Handbuch für Almo P22).
- (mit Werner Günther Müller): Book Review on: Ulrich Kohler und Frauke Kreuter: Datenanalyse mit Stata. Allgemeine Konzepte der Datenanalyse und ihre praktische Anwendung (3. aktualisierte und überarbeitete Auflage), De Gruyter: Oldenbourg, Berlin etc. 2016, in: Austrian Journal of Statistics, Jg. 38 (2016) Nr. 1, S.

### Skitourenführer
- (mit Ingo Mörth): Schitouren zwischen Enns- und Steyrtal. Sengsengebirge – Hintergebirge – Haller Mauern (oberösterr. Nationalpark und angrenzende Gebiete), Ennsthaler Verlag, Steyr 1993 (Dritte, korrigierte und erweiterte Auflage), ISBN 3-85068-321-4.
- (mit Friedrich Sixtl): Schitouren im Herzen des Salzkammergutes. 116 Schitouren samt 30 Abfahrtsvarianten, 39 Fotos und 23 Kartenskizzen im Maßstab 1:50.000, Verlag Rudolf Wimmer, Bad Ischl etc. 1999, ISBN 3-900998-43-4.